# Kawai Tokutarō
Kawai Tokutarō (...) è un produttore cinematografico e sceneggiatore giapponese.
Proprietario nel dopoguerra della casa di produzione Tokyo Eiga di Tokyo, molte delle sue produzioni furono girate nel suo teatro di posa nel quartiere di Sugamo, sempre a Tokyo. 
Ha scritto anche alcuni soggetti di suoi film, come Meikun dōchūki, in collaborazione con lo sceneggiatore Kōzō Saeki.